# جامعة 6 أكتوبر
جامعة 6 أكتوبر، هي جامعة خاصة في مصر. أُنشئت بقرار جمهوري (رقم 243 لسنة 1996) والجامعة عضو في اتحاد الجامعات العربية والأفريقية. تشغل الجامعة مساحة حوالي 40 فدانا بمدينة 6 أكتوبر إلى غرب القاهرة الكبرى، ويضم الحرم الجامعي 4 مباني تعليمية ومبنى إداري بالإضافة إلى مول ومستشفى جامعي وفندق للطالبات. وتقع المكتبة المركزية وفندق للطلبة على بعد 150م من الحرم الجامعي، كما تعد جامعة 6 أكتوبر أقدم جامعة خاصة بمصر.

## كليات الجامعة
تضم الجامعة 15 كلية معتمدة ومعادلة من المجلس الأعلى للجامعات وهي:
1. كلية الطب البشري.
2. كلية الصيدلة.
3. كلية طب الأسنان.
4. كلية العلاج الطبيعي.
5. كلية الهندسة.
6. كلية السياحة والفنادق.
7. كلية العلوم الطبية التطبيقية.
8. كلية التربية.
9. كلية الاقتصاد والإدارة.
10. كلية الاعلام وفنون الاتصال.
11. كلية العلوم الاجتماعية.
12. كلية الحاسبات ونظم المعلومات.
13. كلية اللغات والترجمة.
14. كلية الفنون التطبيقية.
15. كليه الفنون الجميلة (العمارة)

إضافة إلى «برنامج الدراسات العليا» بالتعاون مع جامعة القاهرة.

## المستشفى التعليمي
يقع المستشفى التعليمي داخل الحرم الجامعي وهو مجهز بأجهزة حديثة في مجال الرعاية الطبية. تصل سعة المستشفى إلى 360 سريرا منها 20% مخصّص للأغراض التعليمية حيث يخدم المستشفى كليات الطب البشري وطب الاسنان والعلوم الطبية التطبيقية والعلاج الطبيعي.

### العيادات الخارجية
| 1. عيادة امراض القلب. 2. عيادة الأنف والأذن والحنجرة. 3. عيادة الجراحة العامة. 4. عيادة امراض النساء والتوليد. 5. عيادة الطب الباطني. 6. عيادة العظام. | 1. عيادة طب العيون. 2. عيادة طب اأطفال. 3. عيادة الجلدية والأمراض التناسلية. 4. عيادة المسالك البولية. 5. عيادة العلاج الطبيعى |

## المعاهد العليا
يتبع الجامعة العديد من المعاهد العليا تحت مسمى مدينة الثقافة والعلوم وتنقسم إلى 8 معاهد وهي:
| 1. المعهد العالي للهندسة. 2. المعهد العالي للعلوم الإدارية. 3. المعهد العالي للاعلام. 4. المعهد العالي للحاسب الالي. | 1. المعهد العالي للغات. 2. المعهد العالي للاقتصاد. 3. المعهد العالي للخدمة الاجتماعية. 4. المعهد العالى للفنون التطبيقية. |

## وصلات خارجية
- الموقع الرسمي